# Pésher

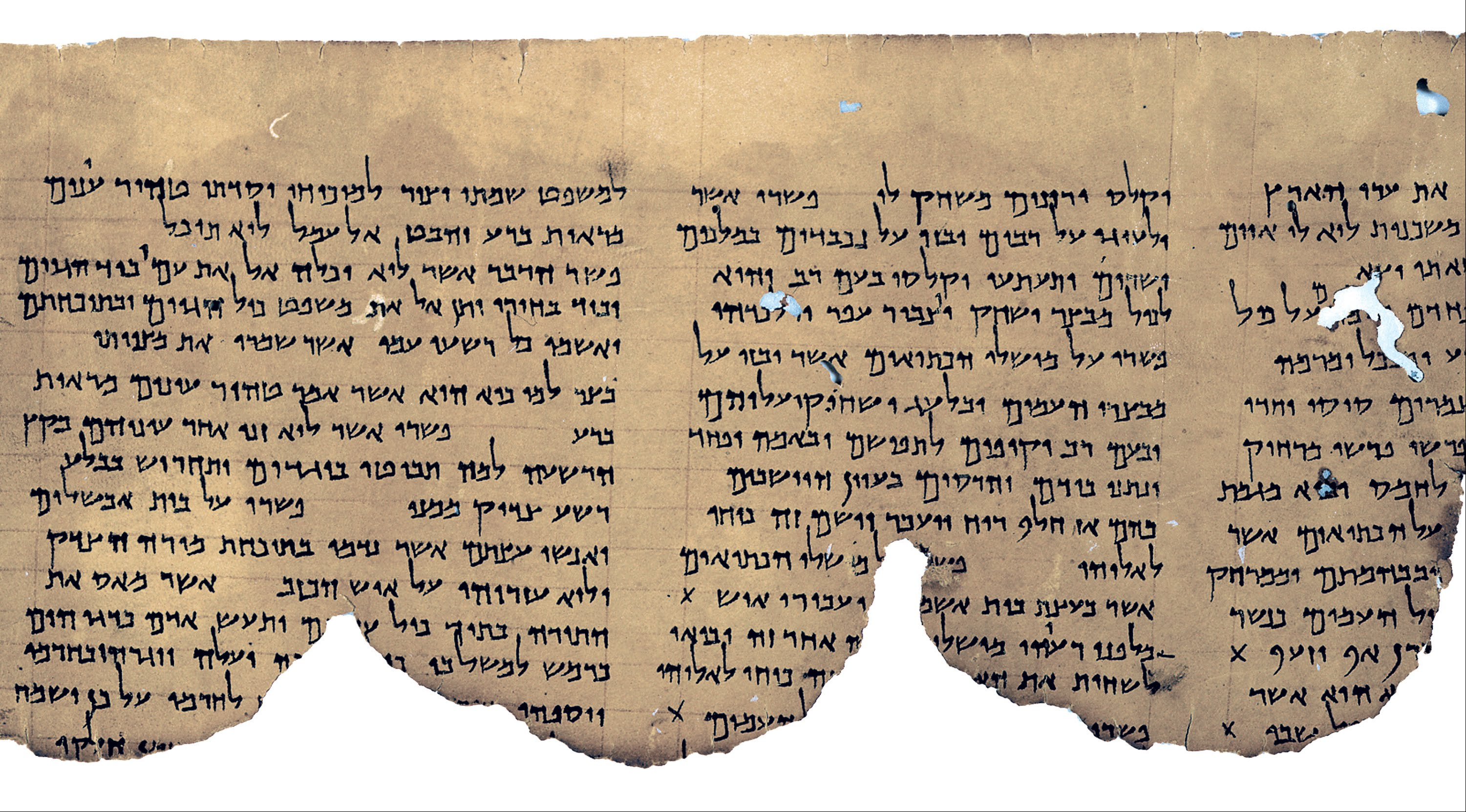
Pesher Habakkuk

El Pésher (en hebreo: פשר, plural: Pesharim) es un tipo de Midrash, se postula que las escrituras están escritas en dos niveles, uno para lectores con conocimiento limitado, y otro oculto, disponible solamente para los especialistas con un mayor conocimiento, este es el Pésher, la palabra deriva de la raíz de un verbo hebreo, que significa “interpretar”, y es usada frecuentemente para introducir la explicación de un fragmento de las Sagradas Escrituras, así como los comentarios de Qumrán de los libros proféticos y las interpretaciones de sueños que hace el profeta Daniel.

## Características
Lo característico del pesher es que interpreta el texto sagrado en referencia a la historia presente, subordinando completamente el sentido y contexto original al significado actualizado. La idea subyacente a esta técnica es que el texto contiene una información velada, cuyo verdadero sentido solamente se hace patente al ser referido a acontecimientos históricos posteriores, concretamente, al presente del grupo religioso que lo utiliza. Se asume que quien pronunció o escribió por primera vez el contenido del texto fue inspirado por Dios, pero que la mayoría de las veces el mismo no era consciente del significado que la historia llegará a revelar en sus palabras.es parecido a lo que propone Paul Ricoeur en su teoría de la hermenéutica a distancia en su libro editado el año 1969 llamado "Essais de Hermeneutique".